# زاكموزن (زڭموزن)
زاكموزن هي إحدى مشيخات المملكة المغربية، تتبع جغرافيا لإقليم تارودانت وإداريًا لزڭموزن. يقدر عدد سكانها بـ 6226 نسمة حسب الإحصاء الرسمي للسكان والسكنى لسنة 2004.